# باشگاه والیبال کاله مازندران
باشگاه والیبال کاله آمل یک باشگاه والیبال ایرانی است که در سال ۱۳۷۰ در شهر آمل بنیانگذاری شده‌است. این تیم که کاله آمل نیز نامیده می‌شود از زیرمجموعه باشگاه ورزشی کاله است. مالک این باشگاه، گروه هلدینگ سولیکو است. این باشگاه هم‌اکنون در لیگ برتر والیبال ایران بازی می‌کند. این تیم با ۷ مدال، دومین تیم افتخارآفرین لیگ برتر والیبال ایران است.

## پیشینه و آمار
فعالیت باشگاه ورزشی کاله با توجه به علاقه‌مندی مدیریت شرکت کاله از سال ۱۳۶۹ با تشکیل تیم والیبال با عنوان تیم آرش و شرکت در لیگ والیبال استان مازندران و جام رمضان شکل گرفت.
در همان سال باشگاه مبادرت به تشکیل آکادمی بسکتبال و والیبال ورزید که در والیبال کار با مربی بومی به عنوان مربی آغاز گردید که در شروع، باشگاه در والیبال با نونهالان آعاز کرد.
در سال ۱۳۸۶ مجدداً شرکت کاله با سرمایه‌گذاری و تیم داری در بخش والیبال در لیگ دسته اول کشور حضور یافت که علی‌رغم نتایج خوب موفق به صعود به سوپر لیگ نگردید. در سال بعد باشگاه ورزشی کاله با برنامه‌ریزی بلند مدت و با هدف راهیابی به لیگ برتر ایران یک تیم قدرتمند و منسجم را با عنوان تیم والیبال کاله راهی لیگ دسته اول کشور نمود که این تیم توانست مقام اول را کسب و جواز صعود به لیگ برتر را کسب نماید.
در سال ۱۳۸۸ باشگاه با یک برنامه‌ریزی خوب و با در اختیار قراردادن امکانات ورزشی و رفاهی و تشکیل یک تیم قدرتمند در سوپر لیگ برتر والیبال کشور با بازیهای قدرتمند و منسجم خود یک تیم منظم را در لیگ نمایش داد و در اولین حضور خود در سوپر لیگ موفق به کسب عنوان سوم گشت.
در سال ۱۳۸۹ با نظر هیئت مدیره باشگاه مقرر گردید تیم والیبال همچون سال قبل منسجم و قوی در سوپرلیگ والیبال حاضر شود. همچنین به دلیل عدم استفاده مسقیم بازیکنان نوجوان و جوان آکادمی باشگاه در تیم سوپر لیگ، یک تیم والیبال با عنوان باشگاه والیبال کاله جوان در لیگ دسته اول کشور حضور یافت تا از بازیکنان بومی و آکادمی والیبال کاله در این تیم استفاده گردد.
تیم والیبال کاله مازندران در لیگ سال ۱۳۸۹ نیز با بازیهای درخشان خود موفق به کسب عنوان سومی این رقابت‌ها شد. همچنین این تیم در سال ۱۳۹۰ با بازی منسجم و جنجالی خود موفق به کسب اولین عنوان قهرمانی در لیگ برتر ایران شد و از آن پس کاله به عنوان تیمی صاحب سبک به عنوان یکی از باشگاه‌های نامدار در لیگ برتر ماند. کاله در سال ۱۳۹۲ با قهرمانی در مسابقات قهرمانی باشگاه‌های آسیا ۲۰۱۳ برای اولین بار به مسابقات قهرمانی باشگاه‌های جهان ۲۰۱۳ راه یافت.

### انصراف و بازگشت
کاله در سال ۱۳۹۳ از حضور در لیگ برتر والیبال ایران انصراف داد. کاله مازندران پس از دوری یک ساله از لیگ برتر برای فصل بیست و نهمین دوره مسابقات لیگ برتر والیبال باشگاه‌های ایران تیم داری خود را از سر گرفت.

### مالکیت
مالک باشگاه ورزشی کاله، گروه سولیکو - کاله است.
| مالک         | دوران مالکیت | دوران مالکیت | دوران مالکیت |
| مالک         | از           | تا           |              |
| ------------ | ------------ | ------------ | ------------ |
| سولیکو، کاله | ۱۳۶۹         | تا به حال    |              |

## نام و لوگو
کاله در زبان طبری به چند معناست؛ که یکی از آنان به معنی به نوک پستان گاو یا گوسفند است.

### نماد باشگاه
در ابتدای فعالیت باشگاه کاله، نماد شرکت کاله و سولیکو بر روی پیراهن تیم چاپ می‌شد اما بعد از مدتی باشگاه، صاحب لوگوی اختصاصی شد. در طول مدت فعالیت باشگاه نماد تیم بارها دستخوش تغییر شده‌است. آرم ورزشی کاله متشکل از سه لوگو کاله و سولیکو و یک آرم دیگر از ببر مازندران و فیله است. در سال ۱۳۹۱ Big Tiger به لوگو رسمی اضافه شد. در سال ۱۳۹۸ این باشگاه به پاس ۱ قهرمانی خود در آسیا، یک ستاره بالای لوگوی خود اضافه کرد.
در زیر به تعدادی از نمادهای باشگاه اشاره شده‌است.

لوگوی کنونی باشگاه
لوگوی سابق باشگاه
از لوگوهای سابق باشگاه
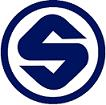
لوگو گروه سولیکو (همیشگی در کنار لوگو اصلی)
لوگو فرآورده‌های گوشتی سولیکو(تبلیغاتی)

### پیراهن
از شروع تأسیس باشگاه طراحی و تولید پیراهن تیم را شرکت تابان بر عهده داشت و از سال ۱۳۹۰ پوشاک ورزشی مجید البسته باشگاه را طراحی و تولید می‌کرد و در سال ۱۳۹۱ نیز اول‌اشپورت شروع به تولید لباس‌های گرم کن باشگاه کرد و از سال ۹۲ ایده‌آل تولید لباس باشگاه را بر عهده گرفت اما پس از مدتی در نیم فصل مجید دوباره جایگزین ایده‌آل شد.

## ورزشگاه
کاله اکنون در سالن پیامبر اعظم به میدان می‌رود.
شرکت کاله ورزشگاه اختصاصی کاله را در شهر آمل با گنجایش ۱۰٬۰۰۰ در دست ساخت دارد که بزرگ‌ترین و کامل‌ترین ورزشگاه شمال کشور خواهد بود.
- سالن تمرین

تمرینات کاله بیشتر در سالن نشاط در جنب ورزشگاه سالن پیامبر اعظم برگزار می‌گردد.

## بازی‌ها حساس و هماوردان
شهرآورد والیبال که بین تیم‌های والیبال داماش گیلان و والیبال کاله مازندران انجام می‌شد که به دلیل برکناری تیم داماش رقابت اصلی تیم بین والیبال کاله مازندران با تیم والیبال گنبد انجام می‌شود، از حساسیت بالایی برخوردار است و همواره یکی از مهم‌ترین هم آوردهای والیبال ایران می‌باشد. آغاز این شهرآورد به دههٔ قبل انقلاب برمی‌گردد و این درحالی است که قبل از این دیدار این دو تیم با نام والیبال مازندران شناخته می‌شدند که با جدا شدن استان گلستان، بازی‌های تیم والیبال کاله مازندران و نماینده گنبد هماورد شمالی‌ها و لیگ ایران است، البته بازی‌های تیم والیبال کاله مازندران با تیم والیبال ارومیه که هر دو از شهرهای والیبال خیز ایران هستند در نوع خودش جالب است و بازیهای تیم والیبال کاله مازندران و تیم والیبال پیکان تهران از حساسترین بازی‌های لیگ ایران است.

## بین‌المللی

### آسیا
- اولین حضور والیبال قهرمانی باشگاه‌های مردان آسیا ۲۰۱۲

کاله در اولین حضور خود با برتری برابر آلماتی قزاقستان عنوان سوم رقابت‌های جام باشگاه‌های آسیا را کسب کرد.
- دومین حضور والیبال قهرمانی باشگاه‌های مردان آسیا ۲۰۱۳

کاله در دومین حضور خود با بازی‌های منسجم و فقط واگذار نمودن یک ست در ۷ بازی و رسیدن به فینال بیست و چهارمین دوره مسابقات والیبال قهرمانی باشگاه‌های آسیا در سالن آزادی مقابل الریان قطر قرار گرفت و در سه گیم متوالی با نتایج ۲۵–۲۲، ۲۵–۱۸ و ۲۵–۲۱ به عنوان قهرمانی دست یافت.

### جهان
- اولین حضور والیبال قهرمانی باشگاه‌های جهان ۲۰۱۳

کاله نماینده ایران و آسیا در اولین حضور خود در مسابقات باشگاه‌های جهان در بتیم برزیل هشتم شد، کاله با ترکیب بازیکنان باشگاهی و تیم ملی زیر ۲۳ ایران، بدون ملی پوشان بزرگسال و بدون تمرینات منظم راهی برزیل شد و در نخستین دیدار به مصاف ترنتینو قهرمان چهار دوره گذشته باشگاه‌های جهان رفت. نماینده ایران به رغم نداشتن تمرین کافی علاوه بر گرفتن یک ست از حریف خود، نمایش قابل قبولی را در مقابل ترنتینو ایتالیا داشت و در نهایت ۳–۱ شکست خورد. پاناسونیک ژاپن دومین حریف کاله بود و در رویارویی با نماینده ایران تنها یک ست را واگذار کرد و ۳–۱ مقابل کاله پیروز شد. کاله در سومین بازی خود مقابل یو پی سی ان آرژانتین در سه ست متوالی مغلوب شد و با مقام هشتمی از این مسابقات خداحافظی کرد.

## کهکشانی‌ها
کاله در سال ۱۳۹۰ با جذب علیرضا نادی، سعید معروف، شهرام محمودی، عبدالرضا علیزاده، حمزه زرینی و کراسیمیر گایدارسکی به تیم کهکشانی مبدل و معروف شد و این لقب در سال بعد با جذب فرهاد قائمی، محمد موسوی و والدو پتکوویچ ادامه یافت.

## بازیکنان فعلی
| شماره |       | نقش                 | بازیکن             |
| ----- | ----- | ------------------- | ------------------ |
| ۷     | ایران | دریافت‌کننده قدرتی   | حمزه زرینی         |
| ۱۱    | ایران | دریافت‌کننده قدرتی   | مرصاد آقاجانی      |
| ۸     | ایران | لیبرو               | علی حسینی          |
| ۱۳    | ایران | لیبرو               | عبدالله حبیبی      |
| ۲     | هلند  | پاسور               | نیکو فرریکس        |
| ۱۲    | ایران | دریافت‌کننده قدرتی   | ولی علی پور        |
| ۵     | ایران | مدافع وسط/سرعتی     | عبدالله حبیبی      |
| ۱۸    | ایران | پاسور               | صابر نریمان نژاد   |
| ۴     | ایران | مدافع وسط/سرعتی     | علیرضا جدیدی       |
| ۱۴    | ایران | لیبرو               | رافع طبری          |
| ۱     | ایران | مدافع وسط/سرعتی     | مبین مظلوم         |
| ۱۲    | ایران | قطر پاسور/پشت خط زن | حسین امیری {{{1}}} |
| 6     | ایران | دریافت کننده قدرتی  | عرفان جلالی نژاد   |

### کادر فنی و تدارکات کنونی
| بهروز عطایی   | سرمربی       |
| محمد شریعتی   | مربی         |
| حسین کاظمی    | مربی         |
| حسین خوریانی  | آنالیزور     |
| منوچهر جواهری | فیزیوتراپیست |
| سعید چگینی    | تدارکات      |
| قاسم ناییجی   | سرپرست       |

- کاپیتان‌ها

به ترتیب:
- محمد شریعتی
- علیرضا نادی
- عادل غلامی
- حمزه زرینی

### بازیکنان خارجی
بازیکنان خارجی در طول تاریخ باشگاه به ترتیب:
| - رودریگو کویروگا - اسمیلن ملایکوف - استانیسلاو پتکوف - کراسیمیر گایدارسکی - سانجی کومار - ولادو پتکوویچ - نیکو فرریکس |

## افتخارات

### کشوری
- لیگ برتر
  - قهرمانی (۲): ۱۳۹۰، ۱۳۹۱
  - نایب قهرمانی (۱): ۱۳۹۲
  - سومی (۲): ۱۳۸۸، ۱۳۸۹
- دسته اول
  - قهرمانی (۱): ۱۳۸۷

### آسیایی
- قهرمانی باشگاه‌های آسیا
  - قهرمان (۱): ۲۰۱۳
  - سومی (۱): ۲۰۱۲

### جهانی
- قهرمانی باشگاه‌های جهان
  - هشتم (۱): ۲۰۱۳

### تورنمنت‌ها
- جام رمضان
  - قهرمانی: ۱۳۶۹
- تورنمنت چهارجانبه ایران
  - قهرمانی: ۱۳۹۱، ۱۳۹۲

## تولیدکنندگان پیراهن
| لیگ       | سازنده البسه          | اسپانسر پیراهن                            |
| --------- | --------------------- | ----------------------------------------- |
| ۱۳۸۵–۱۳۹۲ | Merooj uhlsport Taban | Kalleh Sports Club / Solico               |
| ۱۳۹۲–۱۳۹۳ | IDEAL & Merooj        | Kalleh Sports Club / Solico / فیله / آریس |

### رسمی
- وبگاه رسمی باشگاه ورزشی کاله مازندران
- وبگاه رسمی باشگاه ورزشی کاله[پیوند مرده]
- والیبال مازندران